# Mesocoelium brevicaecum
Mesocoelium brevicaecum är en plattmaskart. Mesocoelium brevicaecum ingår i släktet Mesocoelium och familjen Mesocoeliidae. Inga underarter finns listade i Catalogue of Life.